# Капустинский Лес
Капустинский Лес (укр. Капустинський Ліс) — село в Збаражской городской общине Тернопольского района Тернопольской области Украины.
Код КОАТУУ — 6122483903. Население по переписи 2001 года составляло 42 человека.
До 2020 года входило в Збаражский район.

## Географическое положение
Село Капустинский Лес находится на расстоянии до 2,5 км от сёл
Колодное, Шимковцы, Зарудечко и Капустинцы.
К селу примыкает лесной массив Чёрный (граб, ясен).

## История
- 1870 год — дата основания.